# 宇都宮清吉
宇都宮 清吉（うつのみや きよよし、1905年10月2日 - 1998年）は、日本の東洋史学者。名古屋大学名誉教授。

## 略歴
愛知県出身。1931年京都帝国大学文学部東洋史学科卒。台北帝国大学予科教授、京都帝国大学助教授を経て1948年名古屋大学文学部教授に転じる。名古屋大学では谷川道雄と共に教授にあたっており、学界を牽引した。1969年定年退官、名誉教授、橘女子大学教授。中国中世史の研究会を主宰した。

## 著書
- 『漢代社会経済史研究』弘文堂 1955
- 『中国古代中世史研究』（東洋学叢書）創文社 1977

### 共著
- 『古代帝国の成立 改訂版』（新修京大東洋史）宮崎市定、大島利一、羽田明共著 創元社 1969

### 翻訳・校訂
- 『冊府元亀奉使部外臣部索引』内藤戊申共編 東方文化研究所 1938 臨川書店 1988
- 武仙卿『魏晋南北朝経済史』（支那経済史 第2南北朝時代）増村宏共訳 生活社 1942
- 『大唐大慈恩寺三蔵法師伝』（古典叢刊）校訂 朋友書店 1979
- 顔之推『顔氏家訓』訳注 平凡社東洋文庫 全2巻 1989-90

## 論文
- CiNii>宇都宮清吉